# Indice de stress parental
L’indice de stress parental (ISP) a été développé aux États-Unis par Abidin (1990).
En 1996, Bigras et Lafrenière ont traduit et validé cet instrument en français.
Cet outil s’adresse aux parents ayant un enfant âgé de moins de 13 ans et évalue le stress parental selon l’interprétation subjective que le parent effectue des situations dans lesquelles il exerce son rôle parental. Plus précisément, l’ISP permet d’évaluer les caractéristiques de l’enfant (adaptabilité, acceptabilité, exigence, humeur, hyperactivité et renforcement) de même que les caractéristiques du parent (attachement, dépression, isolement sociale, relation conjugale, restriction, santé, sentiment de compétence) qui peuvent être perçues par ce dernier comme étant des facteurs de stress.
Cet instrument contient 101 items et se compose de treize sous-échelles, dont six correspondent au domaine de l’enfant et sept à celui du parent.
Une version courte de l’ISP a également été développée par Abidin (1990) et traduite en français par Lacharité (1993). Cette version évalue le stress parental total de même que trois domaines plus spécifiques : détresse parentale, interaction parent-enfant et enfant difficile.